# Crâne de Calaveras

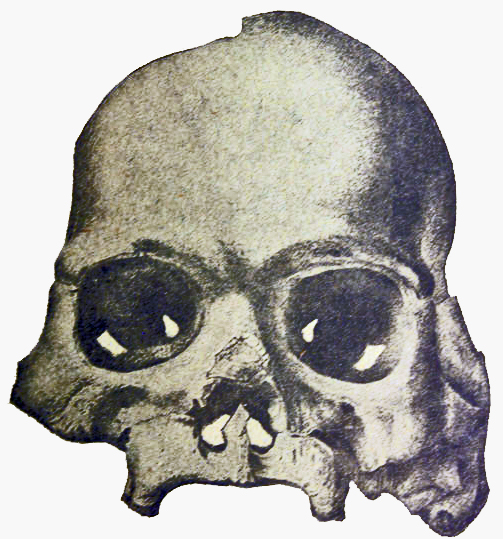
Le crâne de Calaveras, d'après William Henry Holmes

Le crâne de Calaveras est un crâne humain mis au jour en 1866 par des mineurs dans le comté de Calaveras en Californie. Il était censé prouver que les humains, les mastodontes et les éléphants avaient coexisté en Californie. Il a été démontré par la suite qu'il s'agissait d'un canular. Par une étrange coïncidence, « calaveras » signifie « crânes » en espagnol.

## Historique
Le 25 février 1866, des mineurs découvrirent un crâne humain dans une mine, sous une couche de lave, 40 m au-dessous de la surface du sol. Il fut remis à Josiah Whitney, alors géologue de l'État de Californie et professeur de géologie à l'université Harvard. Un an avant qu'il prît connaissance de l'existence du crâne, Whitney avait publié une hypothèse concernant la coexistence des humains, des mastodontes et des éléphants ; le crâne apportait une preuve à ses convictions. Après une étude minutieuse, il annonça officiellement sa découverte à une rencontre de l'Académie des sciences de Californie le 16 juillet 1866. Il le considérait comme la preuve de la présence d'humains au Pléistocène en Amérique du Nord, ce qui en faisait par ailleurs le plus ancien fossile humain du continent.
L'authenticité du crâne fut immédiatement contestée. En 1869 à San Francisco, un journal annonça qu'un mineur avait dit à un pasteur que le crâne avait été enfoui dans le cadre d'une plaisanterie. Thomas Wilson d'Harvard le soumit à une datation par l'absorption de fluor (en) en 1879, la première appliquée à un reste humain. Les résultats indiquèrent une origine récente. La fraude était si flagrante que Bret Harte écrivit un poème satirique intitulé To the Pliocene Skull (Au crâne du Pliocène) en 1899.
Whitney ne douta pas de l'authenticité de la découverte. Son successeur à Harvard, F. W. Putnam, crut aussi que le crâne était vrai. En 1901, Putnam était déterminé à découvrir la vérité et il se rendit en Californie. Sur place, il apprit qu'en 1865, un crâne d'Amérindien avait été exhumé d'une tombe proche puis introduit dans la mine afin d'être découvert par les mineurs. Putnam continua de refuser de reconnaître la fraude, concédant toutefois : « Il ne sera peut-être jamais possible de déterminer de manière satisfaisante pour les archéologues l'endroit exact où a été découvert le crâne. ». D'autres, notamment les adhérents de la théosophie, ne voulaient pas non plus démordre de leur croyance en l'authenticité du crâne.
Pour rendre l'affaire encore un peu plus complexe, une confrontation méticuleuse du crâne avec les descriptions qui en avaient été données lors de sa découverte révélèrent que le crâne que possédait Whitney n'était pas celui originellement mis au jour.
L'anthropologue William Henry Holmes de la Smithsonian Institution entreprit de nouvelles recherches au tournant du XXe siècle. Il montra que les fossiles de faune et de flore qui avaient été découverts avec le crâne étaient authentiques mais que le crâne était trop récent. Il conclut que « croire que l'Homme ait pu rester inchangé (…) pendant environ un million d'années (…) c'est croire à un miracle. ». Alors qu'il effectuait des recherches en 1911, J.M. Boutwell apprit de l'une des personnes ayant participé à la découverte que toute l'histoire était un canular. Les mineurs  de la Sierra Nevada n'aimaient apparemment pas trop Whitney (« venu de l'Est et au comportement très réservé ») et étaient ravis de lui avoir joué un bon tour. En outre, John C. Scribner, un commerçant local, prétendit avoir enfoui le crâne. L'histoire fut révélée par sa sœur après sa mort. Une datation par le carbone 14 réalisée en 1992 établit que le crâne avait environ 1 000 ans.
Malgré les éléments prouvant le contraire, le crâne de Calaveras est toujours cité par certains créationnistes comme une preuve du fait que les paléontologues choisissent d'ignorer les éléments qui ne s'inscrivent pas dans le cadre de leurs théories,. D'autres en revanche ont admis que le crâne était un faux.